# The Hero of Little Italy
The Hero of Little Italy è un cortometraggio muto del 1913 diretto da D.W. Griffith.

## Produzione
Il film fu prodotto dalla Biograph Company. Venne girato in California.

## Distribuzione
Distribuito dalla General Film Company, il film - un cortometraggio di una bobina - uscì nelle sale cinematografiche USA il 3 aprile 1913.